# Hermandad de N. P. Jesús Flagelado (Salamanca)
La Hermandad de N. P. Jesús Flagelado es una hermandad penitencial de Salamanca que desfila en la noche del Miércoles Santo.

## Emblema
Sobre fondo color eminencia se sitúa una cruz blanca (herencia de la antigua sección de La Flagelación de la Vera Cruz) en cuya intersección se coloca el hexágono con el anagrama de las Congregaciones Marianas.

## Historia

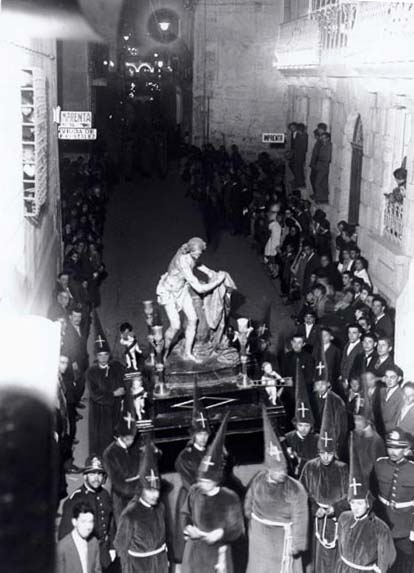
Jesús Flagelado con la sección de la Flagelación en la Procesión General del Santo Entierro de 1913.

La hermandad se fundó en 1948, aunque tenía orígenes anteriores, desde 1913, como Grupo de la Flagelación en el seno de la Cofradía de la Vera Cruz.
La Sección de la Flagelación se creó dentro de la citada cofradía en 1913 formada por dependientes de comercio. Sus integrantes, vestidos con túnica y capirotes morados de terciopelo con una cruz blanca bordada y ceñida con un cíngulo amarillo, acompañaban a la imagen de Jesús Flagelado y al Nazareno de la Vera Cruz (Nazareno Chico) en la Procesión General del Santo Entierro.
Debido a las dificultades económicas por las que pasaba la cofradía matriz la Sección de la Flagelación fue decayendo. Ya en 1946 se hablaba de un proyecto de constitución de una hermandad propia, pensándose en la unión con otra cofradía. En 1948 la recién creada Hermandad Universitaria solicitó la cesión de la imagen del Flagelado para su desfile. La petición fue denegada, pero a raíz de este hecho la Congregación de San Francisco Javier se comprometió a realizar las gestiones necesarias para la creación de una cofradía propia que procesionase la imagen, constituyéndose como tal en 1948 y teniendo como sede la iglesia de la Clerecía, en cuya Sacristía se custodiaba la imagen del Flagelado.
En 1949 la nueva cofradía procesionó por primera vez el Lunes Santo formando parte de la llamada Procesión del Santo Rosario, junto a la Cofradía de la Oración en el Huerto y la desaparecida Hermandad de Jesús de la Promesa (filial de la Hermandad Dominicana) y el Viernes Santo como parte de la Procesión General del Santo Entierro.Los años siguientes la hermandad siguió desfilando el Viernes Santo integrada en el Santo Entierro. En 1952 estrenó la carroza propiedad de la hermandad a la que se incorporaron los cuatro ángeles que acompañaban a la imagen en su hornacina de la sacristía de La Clerecia. Anteriormente había desfilado en unas andas de la Vera Cruz con cuatro ángeles propiedad de la cofradía matriz. En 1951 lo había hecho sobre la carroza de la Hermandad Universitaria.
En 1967, dada la situación de crisis que atravesaba la Cofradía de los Excombatientes, el Flagelado pasó a acompañar a esta hermandad el Miércoles Santo, dejando de desfilar en el Santo Entierro. Desde 1972, año en que desapareció la Cofradía de los Excombatientes, la Hermandad de N. P. Jesús Flagelado desfila en solitario en la noche del miércoles.

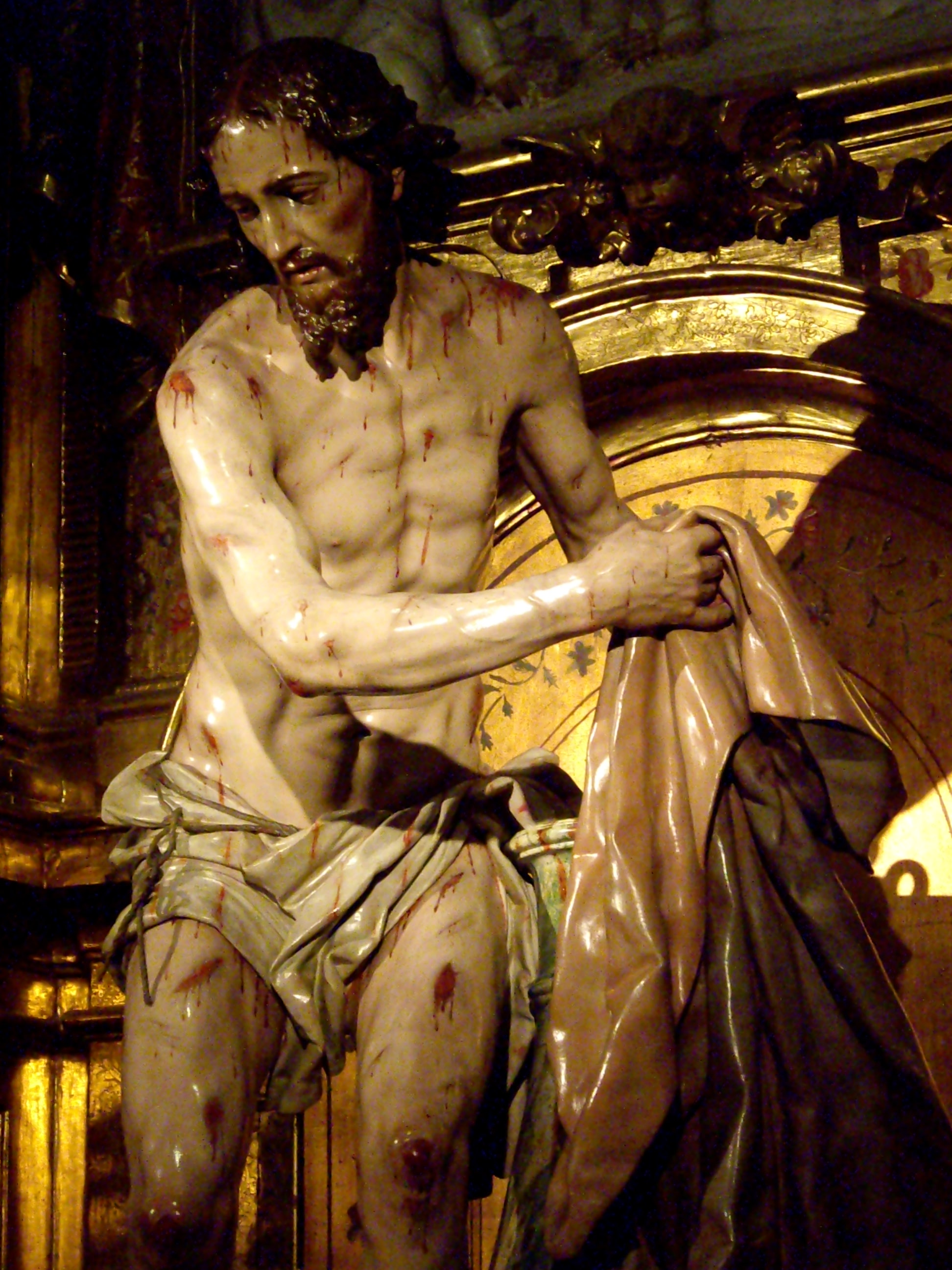
N. P. Jesús Flagelado.

En 1987 se permitió la entrada de mujeres en la cofradía. Esta circunstancia, junto con el resurgir que vivió la Semana Santa Salmantina en general en los años ochenta, hizo que la cofradía empezase a plantearse la posibilidad de incluir una imagen mariana en su desfile. En 1991 se adquirió una imagen de vestir que fue estrenada en la Semana Santa de 1992 bajo la advocación de Ntra. Sra. de las Lágrimas, incluyéndose en el título de la Hermandad. En 1997 se trasladó la imagen del Flagelado a la iglesia y quedó expuesta al culto en el retablo de Santa Catalina, dado que la sacristía se había se había reconvertido en aula minor de la Universidad Pontificia, conservando el retablo-hornacina y las imágenes de los ángeles.
En 2010 con motivo del 250 aniversario de la talla del Flagelado la hermandad publicó el libro 250 años en torno a Ti en el que personalidades de distintos ámbitos trataban la flagelación, la imagen realizada por Carmona y la historia de la Hermandad. En 2013, centenario de la primera salida procesional del Cristo integrada en la Cofradía de la Vera Cruz, se aprobó realizar un recorrido extraordinario haciendo la imagen del Flagelado estación ante el Santísimo Sacramento en la ermita de la Vera Cruz la noche del Miércoles Santo.
En 2023, coincidiendo con el 75 aniversario de la hermandad, la cofradía solicitó acceder a la Catedral para hacer estación de penitencia. La petición fue denegada al encontrarse en el interior la Cofradía del Cristo Yacente preparando su salida. Ante la negativa, el Flagelado dejó un ramo de flores en la puerta del obispo a su paso por la fachada catedralicia. El 7 de octubre de ese mismo año la imagen del Flagelado salió en procesión extraordinaria para celebrar la efeméride fundacional.

## Titulares

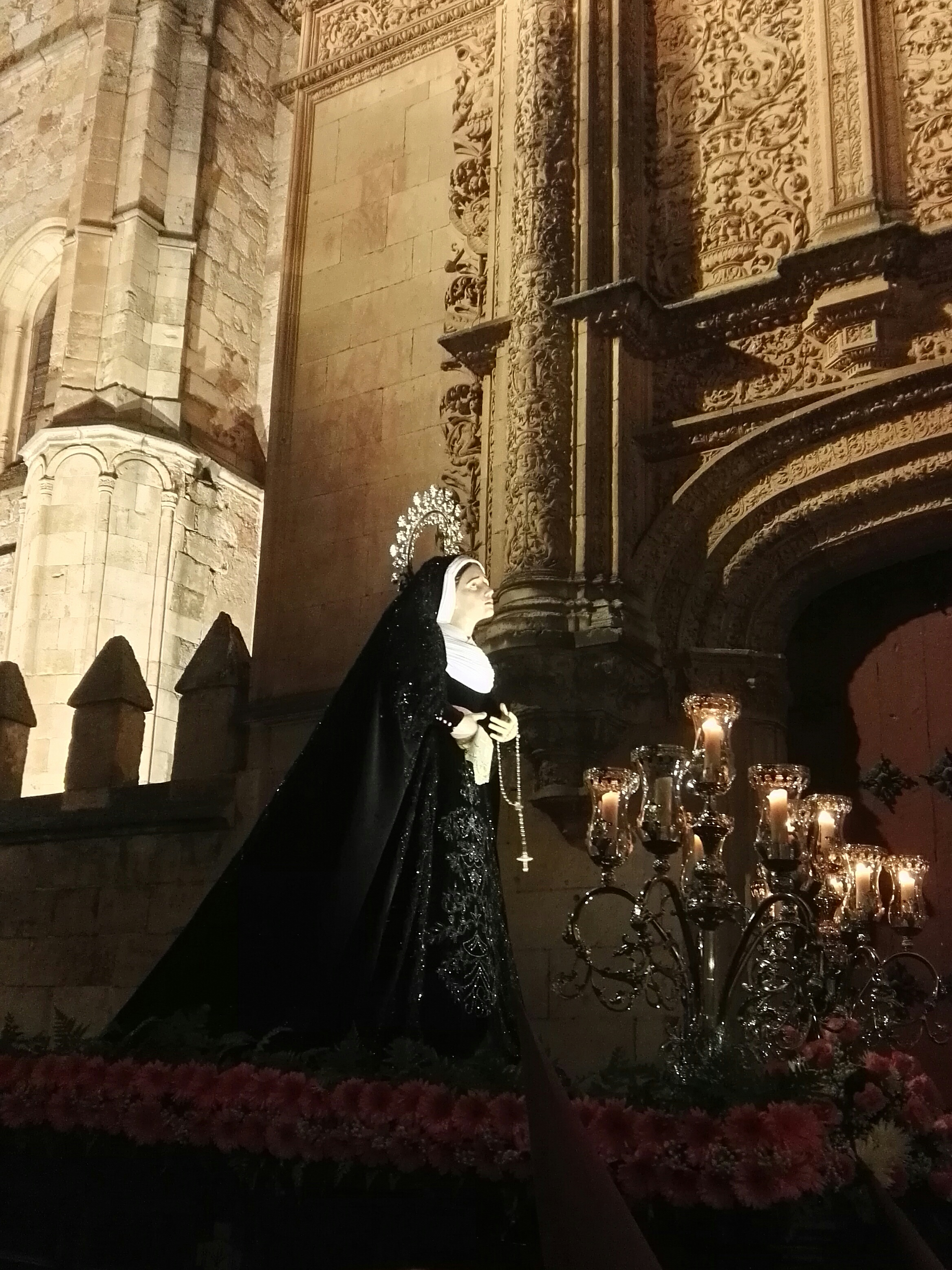
Ntra. Sra de las Lágrimas

- N. P. Jesús Flagelado. Obra de Luis Salvador Carmona fechada en 1760. Representa a Cristo recogiendo sus vestiduras tras la flagelación. Se concibió para la sacristía de la Clerecía donde ocupaba una hornacina retablo recubierta de espejos a través de los cuales se podía contemplar la magnífica carnación de la espalda ensangrentada de la imagen. La perfecta anatomía de la imagen hace que sea la de mayor calidad artística que participa en los desfiles de la Semana Santa en Salamanca, junto con la Piedad del mismo autor. Cuando la sacristía se acondicionó como Aula Minor de la Universidad Pontificia de Salamanca la imagen pasó a una de las capillas laterales de la iglesia donde recibe veneración pública.[1] Desde 1952 le acompañan en el paso los cuatro angelitos portando atributos de la Pasión (corona de espinas, flagelo, lanza e hisopo) que también forman parte del retablo de la sacristía en el que se encontraba originalmente la imagen principal. Se ha atribuido su autoría a varios escultores, incluida la Roldana, siendo la hipótesis más seguida la de que sean obra de Carmona, debido a la calidad de la talla, su policromía y el hecho de haberse encargado simultáneamente la talla del Flagelado y la del retablo hornacina del que forman parte.[9] El Compendio de la Vida y Obra de Salvador Carmona del archivo de la Real Academia de San Fernando, confirma la autoría de los niños de la Pasión.[10] En 2013 fueron sometidos a una nueva restauración consistente en la fijación de la policromía y reparación de pequeños desperfectos.[9]

- Ntra. Sra. de las Lágrimas. Imagen de vestir realizada en 1977 por José Miguel Sánchez Peña sin encargo previo de ninguna cofradía. A finales de los años 70 fue cedida a la Hermandad de las Penas de Cádiz con la que procesionó una Semana Santa volviendo al taller del escultor. En 1991 fue donada a la Hermandad por un hermano siendo bendecida el 12 de enero de 1992 en la iglesia de la Clerecía. El mismo autor realizó nuevas manos para la imagen en 1993.[11] Viste saya y manto negros bordados en azabache ciñendo fajín color eminencia similar al que llevan los cofrades en el desfile, y diadema de plata estrenada en 2019, donada por el escultor de la talla.[12] En 2012 fue restaurada sustituyéndose las lágrimas, de baja calidad, por unas nuevas de cristal.[9]

## Marchas dedicadas
- Tu manto de oración, dedicada a Ntro. Padre Jesús Flagelado, Miguel Ángel Font, 2014.[13]
- Flagelado, David De la Cruz, 2022.[14]

## Hábito
Los hermanos visten túnica y capa negras de raso, botonadura morada, capirote y fajín color eminencia, guantes blancos y zapato negro con hebillas plateadas.